# Tadhg Murphy
Tadhg Murphy, né le 30 mai 1979 à Dublin, est un acteur irlandais. Il est surtout connu pour ses rôles dans les séries télévisées Vikings et Black Sails.

## Biographie
Tadhg Murphy est né à Dublin en Irlande.
À l'âge de 13 ans, il reçoit une fléchette dans l'œil droit. Depuis, il est aveugle de cet œil. Dans ses rôles célèbres, il dissimule son œil droit : le viking Arne dans Vikings porte un bandeau tandis que le pirate Ned Low a l'œil blanc.

## Filmographie

### Cinéma
- 2004 : Alexandre : un soldat mourant
- 2005 : Boy Eats Girl : Diggs
- 2005 : Price and Joy : un solliciteur
- 2015 : Lost in the living : Oisín
- 2019 : Comment je suis devenue une jeune femme influente (How to Build a Girl) de Coky Giedroyc : Andy Rock[1]
- 2020 : Undergods : Johann[2]
- 2020 : The Bright Side : Ray Miller
- 2021 : Un homme en colère (Wrath of Man) de Guy Ritchie : Shirley
- 2022 : The Northman de Robert Eggers : Eiríkr Blaze Eye
- 2024 : Oddity de Damian Mc Carthy : Olin Boole

### Télévision

#### Séries télévisées
- 2006 : Hide & Seek : Declan Phelan
- 2009 : The Clinic : Bobby Jordan
- 2010 : An Crisis : Liam
- 2010 : 1916 Seachtar na Cásca : Ph Pearse (7 épisodes)
- 2013–2014 : Vikings : Arne (saisons 1 et 2, 8 épisodes)
- 2015 : Black Sails : Edward "Ned" Low (saisons 2, 4 épisodes)
- 2017 : Guerrilla : Eoin (2 épisodes)
- 2017 : Will : Baxter (6 épisodes)
- 2018 : Counterpart : Moritz
- 2019–2021 : Brassic : Gary Cullen (7 épisodes)
- 2020 : Miss Scarlet, détective privée : Jim Thief
- 2020 : Absentia : Kristoff (3 épisodes)
- 2021 : Red Election : Nigel Braynor
- 2022 : Tales from Dún Draíochta : Glenn Beaut
- 2022 : Conversations with Friends : Derek (4 épisodes)
- 2022 : The English (mini-série) : Tap O'Neil (2 épisodes)
- 2024 : Bandits, bandits : Alto

#### Téléfilms
- 2012 : Immaturity for Charity